# 师史
师史（?—?），西汉初年长安大贩运商。周（洛阳，今河南洛阳白马寺东）人。
师史经营商业，拥有数以百计的运货牛车，居洛阳之地。师史尤尚节俭，为人吝啬，舍不得象当时一般人那样花钱买奴隶替自己去从事商业经营，而是采用帮助同乡学生意的办法，让无地的农民替自己去跑运输。雇佣“学事富家”好做生意的“贫人”为伙计，以车辆转运货物获暴利，其商业活动遍及郡国，无所不至。东至齐（山东），西至秦（陕西），北至赵（河北），南至楚（两湖），都属于他活动的范围。家财达到万万（一说七千万）钱，为当时著名富豪。